# مركز فولفيو بيرنارديني الرياضي
مركز فولفيو بيرنارديني الرياضي، هو مركز رياضي واجتماعي مملوك لنادي روما. 

## التاريخ
تم شراء الأرض التي يقع عليها المركز الرياضي حاليًا في 22 يوليو 1977من قبل رئيس شركة نادي روما روما جايتانو أنزالوني وافتتح المركز في 23 يوليو 1979.  يوجد في المركز دار ضيافة يمكن أن تستوعب ما يصل إلى 60 لاعبًا، وثلاثة ملاعب كرة قدم (اثنان منها بالعشب، وواحد مع إضاءة ليلية وواحد بالطين)، وملاعب تنس، ومسبح، ومطعم، ومركز طبي، ومكاتب
تم توسيع المركز لأول مرة في عام 1984 عندما ترأس النادي دينو فيولا ومرة أخري في عام 1998 تحت رئاسة فرانكو سينسي.  